# Розенталь, Залмен
Зо́лмен Ро́зенталь (За́лман Сру́левич Ро́зенталь, варианты имени: Зо́лмэн, За́лмэн, За́лмен и За́лман Ро́з(е)нталь; идиш זלמן ראָזענטאַל‎‎ — в южном диалекте места рождения писателя произносится Зо́лмэн; 1889, Теленешты,  Оргеевский уезд Бессарабской губернии — 19 марта 1959, Кишинёв) — бессарабский еврейский писатель, поэт и фольклорист, педагог, редактор, журналист. Писал на идише и на иврите.

## Биография

### Начало
Золмен Розенталь родился в бессарабской еврейской земледельческой колонии Теленешты (теперь райцентр Теленештского района Молдовы) одним из десятерых детей в семье арендатора. Племянник творившего на идише прозаика Лейзера-Дувида Розенталя (1856, Хотин — 1932, Одесса), который с 1861 по 1918 год жил в Теленештах, автора многочисленных переводов русской классической литературы. Учился в хедере, экстерном сдал экзамены за начальный гимназический курс в Одессе и поступил в восьмой класс гимназии, a затем в Новороссийский университет.
В 1914 году основал еврейскую школу в Теленештах, где преподавал до переезда в Кишинёв в 1919 году. Дебютировал рассказами в варшавской газете Мордхэ Спектора «Ундзэр лэбм» (Наша жизнь) под псевдонимом Ш. Ашкенази в 1910 году. Активно публиковался в одесской прессе (стихи и очерки); в 1917 году служил штатным сотрудником одесской газеты «Дос Найе Лэбм» (Новая жизнь). С 1918 года в Одессе одна за другой начали выходить книги стихов и рассказов для детей и взрослых: «Лидэлэх» (Песенки, 1918), «Дос Вундэр Цигл» (Чудесная козочка, 1919), «Унтэр Эльоһус Бойм» (Под древом Илии, 1919), «Дос Найе Лэбм» (Новая жизнь, рассказы, 1919), «Дос Цигэлэ Бам Вигэлэ» (Козочка у колыбельки), «Дэр Крэчмэр» (Корчмарь), «Майсэлэх Фар Киндэр» (Истории для детей).

### Литературная деятельность
В Кишинёве редактировал ежедневную газету «Дэр Ид» (Еврей, 1920—1922). С 1923 года и до самого запрета еврейской прессы в стране в феврале 1938 года был главным редактором единственной ежедневной еврейской газеты Румынии «Ундзэр Цайт» (Наше время) в Кишинёве. Газета слыла самым популярным из всех 22 еврейских периодических изданий Бессарабии (27% еврейских семей края состояли в подписке на неё), распространялась в других странах. Также в Кишинёве издавал ежемесячный журнал для детей «Фар Идишн Кинд» (Для еврейского ребёнка, детское приложение к газете «Ундзэр Цайт», 1925—1928 и 1936), руководил редколлегией детского журнала на иврите «Эшколот» (с которым сотрудничали Яков Фихман и С. Бен-Цион, 1923—1929). Помимо кишинёвских периодических изданий, сотрудничал с «Ди вэлт» (Мир, Берлин), «Литэрарише Блэтэр» (Литературные листки, Варшава), «Эрэц-Исроэл цайтунг» (Газета Земли Израиля, Тель-Авив) и другими. На протяжении 1920-30-х годов регулярно печатал свои рассказы из жизни бессарабских евреев, часть из которых были изданы в Кишинёве отдельной книгой «Фун майн эйм» (Из моего дома) в 1936 году. В 1926—1927 годах освещал процесс Шварцбарда об убийстве в Париже Симона Петлюры, репортажи вышли отдельной книгой в 1927 году (Дэр шварцбурд-процесс, Кишинёв). Три раза посетил Палестину и в 1938 году опубликовал книгу путевых очерков «Ундзэр ланд» (Наша Земля, Кишинёв). Писал детские истории и публицистические репортажи для различных периодических изданий и на иврите (два сборника рассказов для детей вышли в Кишинёве в 1939 году), переводил с румынского языка на идиш (отдельной книгой в 1930 году вышел роман Эуджена Геравану «Дэр эйбикер корбм» — Вечная жертва), вместе с К. А. Бертини (Голергантом) и Д. Винницким редактировал ивритские учебно-педагогические издания «Мин һаЦад» (Со стороны, 1938) и «Пинкаси» (Тетрадь, 1939), совместно с Яковом Кучером «Передот» (Мулы, 1935), изданные гимназической сетью «Тарбут в Бессарабии» (1938—1939).

### Фольклористика

Начиная с 1910-х годов, Розенталь занимался исследованием бессарабского еврейского фольклора, собрал более 300 народных песен, треть из которых вошла в изданный Х.Н. Бяликом, И.Х. Равницким и А. Друяновым в Тель-Авиве сборник Решумот (1919) и остальные в Решумот-2 (Тель-Авив, 1927). Сам написал множество стихотворений в народном стиле, некоторые из которых стали народными песнями, например «Ба Дэм Тайхл» (У речки), «С'ыз Цеброхн Ундзер Дэхл» (Разбита наша крыша), «С'ыз А Фрост — С'ыз А Мехайе» (На дворе морозец — прелесть), и «Ба Дэм Штэтл Штэйт А Штыбл» (Стоит у местечка домишко, 1925) с мелодией кантора Мойше Ойшера. Последняя песня широко популярна в клезмерской среде до сих пор, имеется не менее двух десятков записей различными исполнителями и коллективами (первое исполнение — Мойше и Фрейделэ Ойшер). Значительная часть изданных фольклористом Алтэром Друяновым в 3-х томах народных шуток и анекдотов (1935-38) были записаны Розенталем.

### Последние годы
12 июля 1940 года Золмэн Розенталь был арестован, 18 января 1941 года осуждён на 8 лет исправительно-трудовых лагерей как «активный участник буржуазно-националистического течения сионизма», затем ещё на 6 лет принудительных работ в Озёрном лагере МВД в Архангельской области. Жену и двоих дочерей писателя выслали из города на поселение.
Вернулся в Кишинёв тяжело больным после освобождения в 1954 году, работал в швейной артели в одном из пригородов города и через 5 лет умер (по некоторым данным в Теленештах). Похоронен на Кишинёвском еврейском кладбище. Реабилитирован посмертно решением прокурора Молдавской ССР от 5 июня 1989.
Ещё при жизни автора в Иерусалиме вышел сборник детских сказок (1940), а также очерков и рассказов (Тель-Авив, 1949) Розенталя в переводах на иврит. За ними последовали перевод на иврит Чудесной козочки (Тель-Авив, 1960) и двуязычное собрание избранных произведений (Тель-Авив, 1997, идиш и иврит) под редакцией Бориса Сандлера.

### Семья
Жена — оперная певица Берта Розенталь (в девичестве Фукс, 1902—1957). Дочь — пианистка, концертмейстер и музыкальный педагог, доцент Кишинёвского института искусств имени Г. Музическу Цита Залмановна Розенталь (в замужестве Гольдгалер, род. 1933).
Внук — художник Залман Гиличинский, организатор Информационного центра помощи жертвам антисемитизма в Израиле, — первой организации, поставившей целью обратить общественное внимание на проблему антисемитских инцидентов в этой стране.

### Отдельные книги на идише
- לידעלעך (лидэлэх — песенки, для детей), Дос Найе Лэбм: Одесса, 1918.
- דאָס װוּנדער-ציגל (дос вундэр-цигл — чудесная козочка), Одесса, 1919.
- אונטער אליהוס בױם (унтэр Эльоһус бойм — под древом Илии), Одесса, 1919.
- דאָס נײַע לעבן (дос найе лэбм — новая жизнь, рассказы), Одесса, 1919.
- דער שװאַרצבאָרד-פּראָצעס: פּאַריז 1926 — אָקטאָבער 1927 (дэр Шварцбурд-процесс — процесс Шварцбарда: Париж, 1926 — окт. 1927), 2-е издание, Ундзэр Цайт: Кишинёв, 1927.
- פֿון מײַן הײם (фун майн эйм — из моего дома, рассказы), С. Розенштройх: Кишинёв, 1936.
- אונדזער לאַנד: רעפּאָרטאַזשן (ундзэр ланд — наша земля: репортажи), Фрайнт Фун Идишн Бух (типография С. Розенштройха): Кишинёв, 1938.
- געקליבענע װערק (геклибэнэ вэрк/мивһар ктавим — избранные произведения, идиш и иврит), под редакцией Б. Сандлера, М. Котика и Я. Мазора, Игуд Олами Иехудеи Бесарабия: Тель-Авив, 1997.

### Фольклористика
- Ширей-Ам (Народные песни), в Решумот, Тель-Авив, 1919.
- Ширей-Ам (Народные песни), в Решумот II, Тель-Авив, 1927.

### На иврите
- הרשלי וחלומו (похождения Гершелэ из Острополя), «Тарбут в Бессарабии», типография «Техник» — М. Дектор: Кишинёв, 1939.
- חליפה למתנה (халифа лематана — костюм в подарок, детские истории), «Тарбут»: Кишинёв, 1939.
- Нахум Бореах (Нахум убегает), Иерусалим, 1940.
- Анашим у-Ргавим (Люди и пашни: очерки и рассказы), Тель-Авив, 1949.
- גדי הפלאות (Гди һаПлаот — Чудесный козлик: избранные рассказы и сказки в переводе Ицхака Спивака), Явна: Тель-Авив, 1960 (זלמן רוזנטל, גדי הפלאות: ספורים ואגדות; תרגם: יצחק ספיבק, תל אביב: יבנה, תשכ"א).